# Panagia tou Arakou
Panagia tou Arakou (gr. Παναγία του Άρακα or Άρακος) – bizantyjska cerkiew należąca do malowanych  cerkiew w regionie Trodos.

## Historia
Zbudowana w XII wieku została ozdobiona freskami przez przybyłego z dworu cesarza w Konstantynopolu Leona Authentou. Najpiękniejszym freskiem jest przedstawienie Chrystusa Pantrokratora.

## Galeria

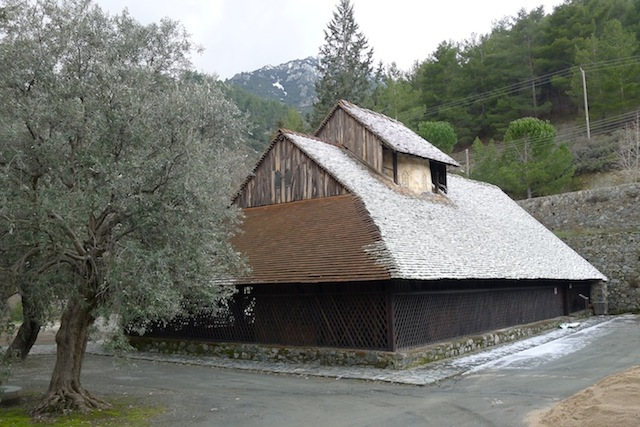
Budynek cerkwi
Wnętrze cerkwi
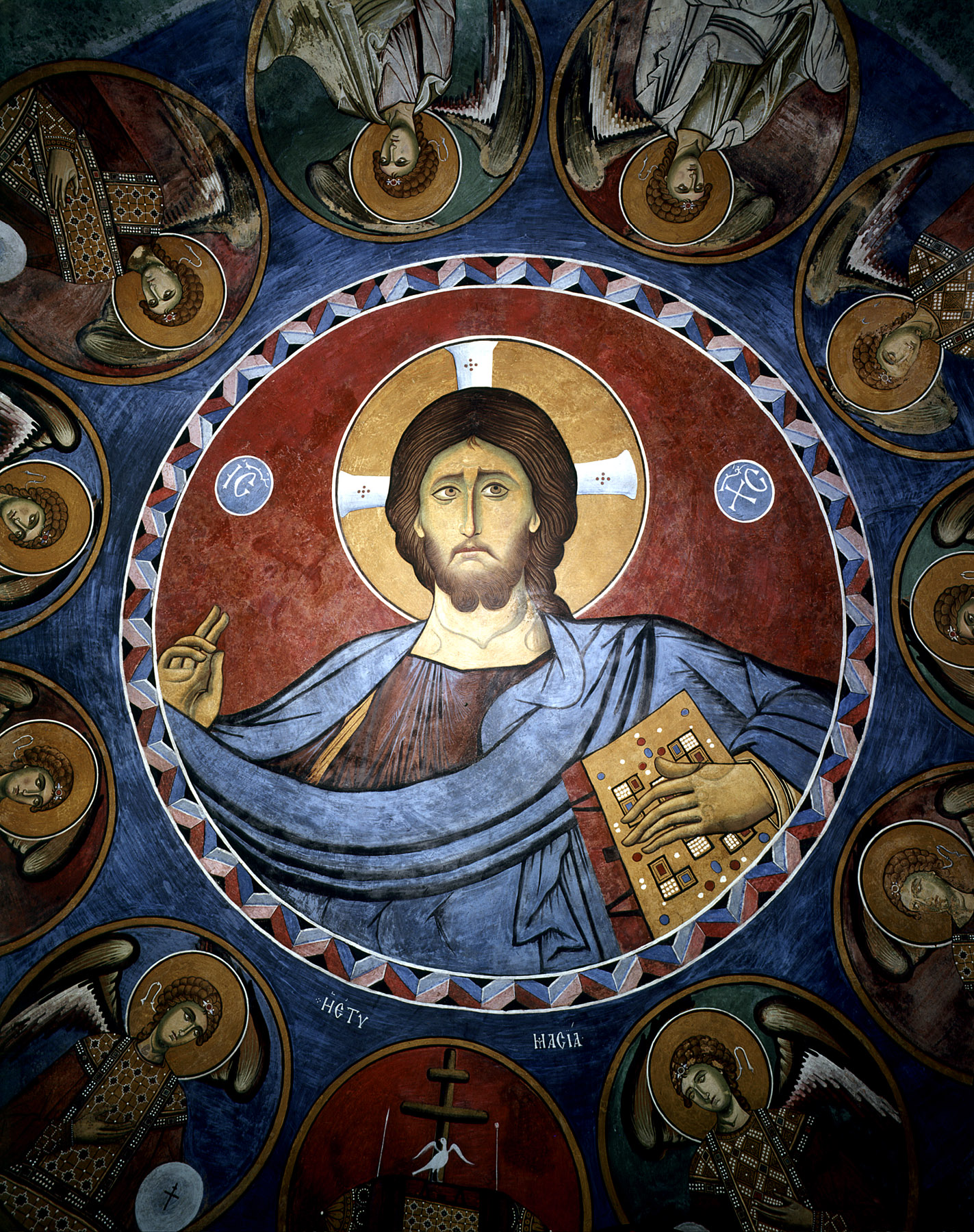
Fresk przedstawiający Chrystusa Pantroktora